# Nemesis (stea ipotetică)

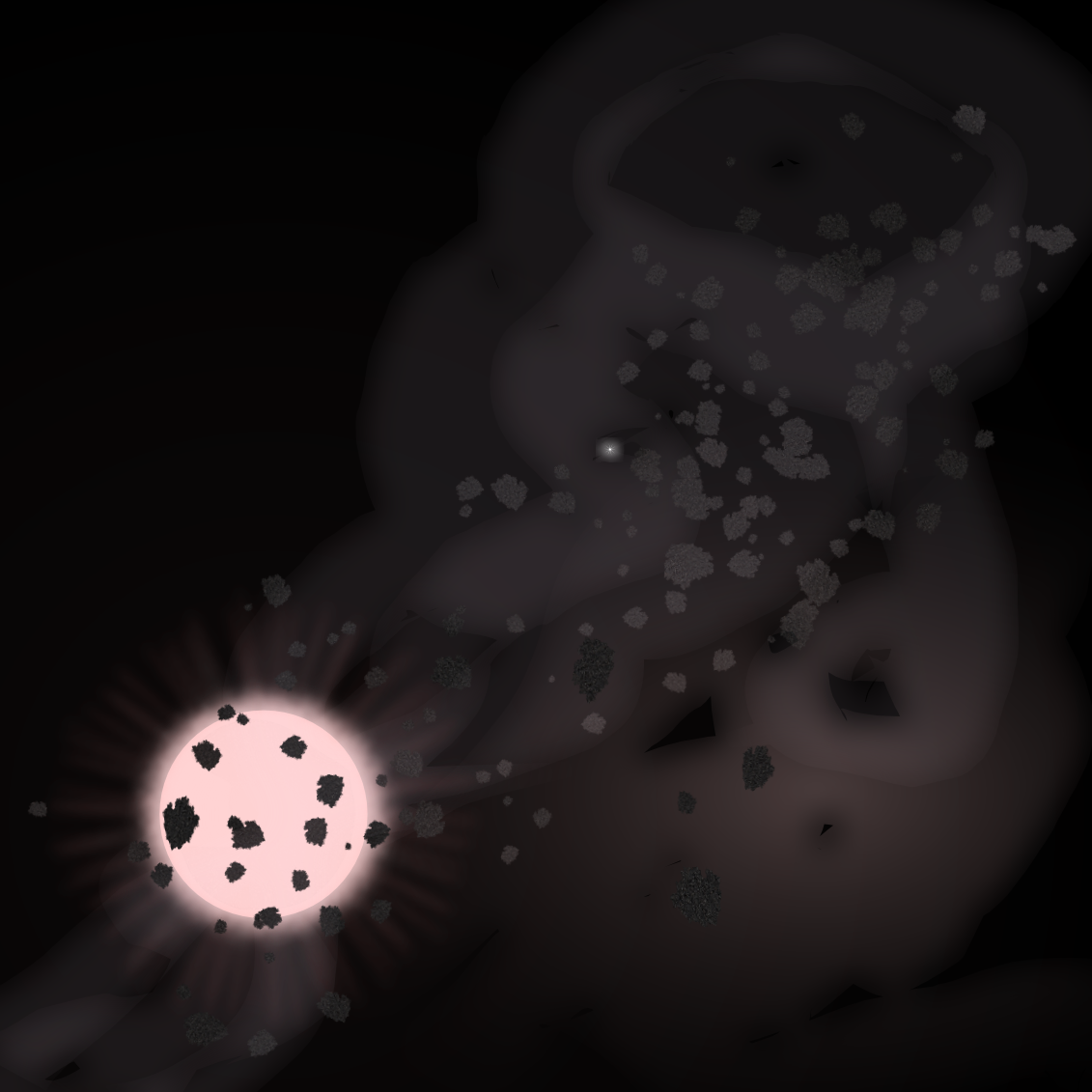
Concepţie artistică a stelei cu Soarele în mijloc

Nemesis este o stea ipotetică, pitică roșie sau pitică cenușie, care orbitează Soarele la o distanță de 50.000-100.000 UA (1-2 ani lumină), undeva în spatele norului Oort. Primele speculații despre existența acestei stele au fost legate de explicarea ciclului de existincții în masă care se întâmplă odată la 26 de milioane de ani.

## Periodicitatea extincției în masă
În 1984, paleontologii David Raup și Jack Sepkoski au indentificat că în ultimii 250 de milioane de ani au avut loc 12 mari extincții. Intervalul de timp dintre ele a fost determinat ca fiind aproximativ 26 de milioane de ani. Ei nu au putut indentifica cauza acestei periodicități, sugerând că ar putea exista e legătură non-terestră.

## Dezvoltarea ipotezei Nemesis
Două echipe de astronomi, Whitmire și Jackson, David Hut și Muller, au publicat independent ipoteze asemănătoare prin care explicau periodicitatea extincției în masă a lui Raup și Spekoski. Ipoteza spune că Soarele ar putea avea o stea companioană, cu o orbită eliptică care o dată la 26 de milioane de ani deranjează cometele din norul Oort, mărind numărul celor care vizitează sistemul solar la câteva miliarde, după unele ipoteze, pământul devenind o țintă sigură.
Dacă există cu adevărat, natura stelei este incertă. Richard Muller sugerează că cel mai probabil statut pentru Nemesis este cel de pitică roșie cu o magnitudine cuprinsă între 7 și 12, în timp ce Daniel Whitmire argumentează că ar fi o pitică cenușie. 
Ultima extincție în masă a avut loc acum 5 milioane de ani, iar Muller poziționează steaua la 1-1,5 ani lumină față de Soare. 

## Alte ipoteze: Orbita corpului Sedna
Planeta pitică Sedna, are o orbită eliptică foarte alungită în jurul Soarelui. Sedna este unul dintre cele mai îndepărtate obiecte din sistemul nostru solar descoperite, cu o orbită între 76 și 975 UA (unde 1UA este egal cu distanța de la Soare la Pământ. Ea face ocolul în jurul Soarelui undeva între 10,5 și 12 mii de ani. Descoperitorul Sednei, Mike Brown, a declarat pentru revista Discoverer că poziția Sednei nu are sens.
"Sedna nu ar trebui să fie acolo” A spus Brown. “Nu este nicio șansă să pui Sedna acolo unde este, nu vine îndeajuns de aproape de Soare ca să fie afectată, și nu se îndepărtează prea tare ca să fie afectată de alte stele”.
El enunță faptul că un obiect masiv nevăzut este responsabil pentru orbita ciudată a planetei pitice Sedna. Forța gravitațională a acestui obiect menține Sedna pe poziția ei.